# Mark 82
La Mark 82 (Mk 82) es una bomba sin guía, de alta aerodinámica y de propósito general. Forma parte de la serie Mark 80, que es fabricada en EE. UU.
Tiene un peso nominal de 227 kg,
En 2006 era la segunda bomba más pequeña de ese tipo en servicio, y es una de las armas aéreas más comunes de todo el mundo.

## Desarrollo y despliegue

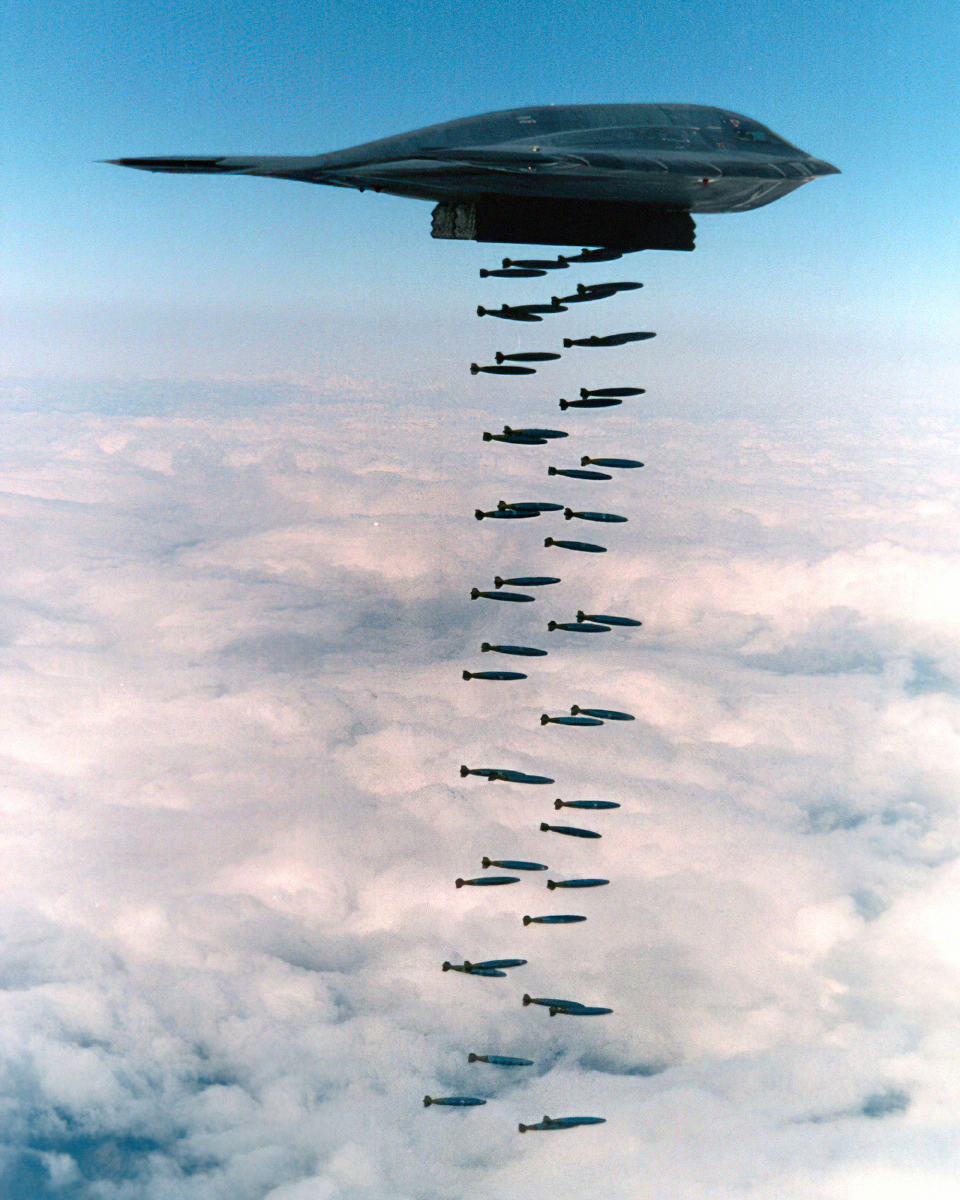
Un bombardero B-2 Spirit dejando caer bombas Mk 82 en el océano Pacífico en un ejercicio de entrenamiento del año 1994 frente a las costas de Point Mugu (California).

Si bien el peso nominal de la Mk 82 es de 227 kg (500 libras), varía considerablemente dependiendo de su configuración, desde 232 kg a 259 kg. El casco de acero sin costura contiene 87 kg de alto explosivo tritonal.
La bomba Mk 82 se ofrece con una variedad de configuraciones de aletas, espoletas, y retardadores.
La Mk 82 es la cabeza de guerra de las bombas guiadas por láser del tipo GBU-12 y de la bomba guiada por satélite GBU-38 JDAM.
Actualmente la única empresa certificada por el Departamento de Defensa para fabricar bombas para las Fuerzas Armadas de Estados Unidos es General Dynamics en su planta ubicada en Garland (Texas).
La Mk 82 está siendo sometida a cambios menores en su diseño para permitirle cumplir con los requisitos de insensibilidad para municiones exigidos por el Congreso de Estados Unidos.

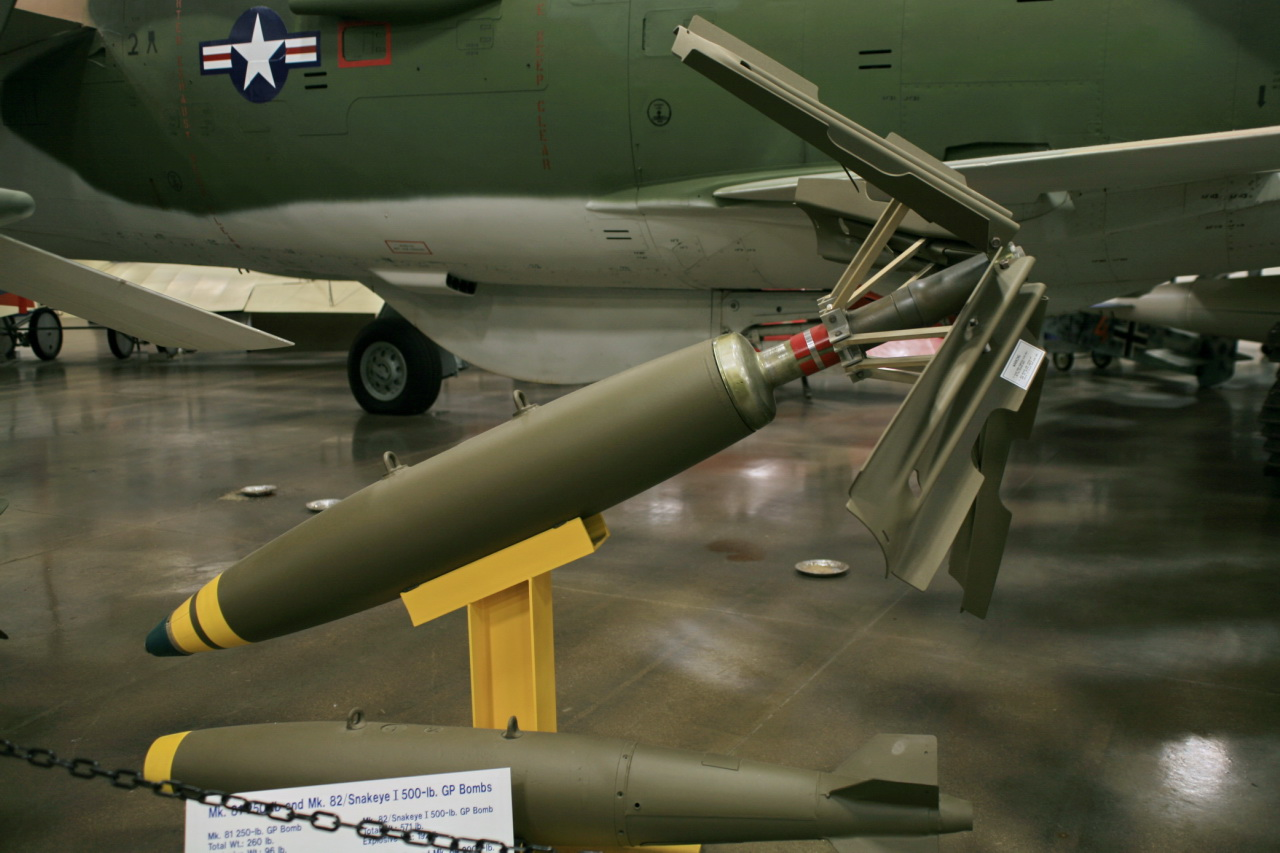
Una bomba Mk 82 con un dispositivo de cola para retardo. Esta fotografía muestra una pieza de museo de la Mk 82 con su esquema normal de pintura de combate. Para los propósitos de exhibición, se muestran con el conjunto de aletas de alta resistencia aerodinámica Snakeye para bombardeo a baja altura.

De acuerdo a un informe de pruebas llevadas a cabo por la WSESRB (Weapon System Explosives Safety Review Board: junta revisora de seguridad de explosivos de los sistemas de armas) de la Armada de Estados Unidos, que se creó como una de las consecuencias del incendio ocurrido en el año 1967 en el portaaviones USS Forrestal, el tiempo necesario para provocar una detonación inducida por calor en una Mk 82 es de unos 2 minutos y 30 segundos.
Durante la Guerra del Golfo, Estados Unidos lanzó sobre la población civil de Irak más de 4500 bombas guiadas por láser GBU-12/Mk 82.

## Lanzamiento a baja altura
En un bombardeo a baja altura, es fácil que el avión que está lanzando las bombas sea dañado por la explosión o los fragmentos de sus propias bombas ya que el avión y las bombas llegan al mismo tiempo al blanco atacado. Para evitar esto, a las bombas Mk 82 normales se les agrega una sección especial en la cola para aumentar la resistencia aerodinámica de la bomba. Esta configuración es conocida como Mk-82 Snakeye.
La unidad de cola tiene cuatro aletas plegables que se abren por efecto de un resorte en una forma de cruz cuando la bomba es lanzada. Las aletas aumentan la resistencia aerodinámica de la bomba, haciendo que su avance sea más lento permitiendo de esta forma que el avión pase sobre el blanco antes de que la bomba explote contra este.

## Variantes
- BLU-111/B – Mk 82 cargada con PBXN-109 (en vez de H-6); con un peso de 218 kilos.[5] El PBXN-109 es un relleno explosivo menos sensible.[6] También la BLU-111/B es la cabeza de guerra de la versión A-1 para la JSOW (Joint Stand-Off Weapon:.

- BLU-111A/B – Usada por la Armada de Estados Unidos, esta es una BLU-111/B a la que se le agregó un revestimiento de protección termal[6] para disminuir la posibilidad de explosión por recalentamiento provocada por incendios de combustible.[7]

- BLU-126/B – Diseñada después de una solicitud de la Armada de Estados Unidos para disminuir los daños colaterales durante los bombardeos. La entrega de esta variante comenzó en marzo de 2007. También se le conoce como Bomba de Bajo Daño Colateral (en inglés: Low Collateral Damage Bomb, LCDB), es una BLU-111 con una carga explosiva menor. Se le agregó un relleno no explosivo para mantener el peso de la BLU-111 y de esa forma conservar el comportamiento balístico de la bomba original cuando es lanzada.[8]

- Mark 62 Quickstrike mine – Una mina naval, la que es una bomba Mk 82 convertida.[9]

## Controversias
El Departamento de Estado de los EE. UU. vendió bombas Mark 82 (Mk 82) a Arabia Saudita. El 9 de agosto de 2018 durante la intervención militar en Yemen, la coalición liderada por Arabia Saudita usó una de estas bombas para destruir un autobús escolar donde murieron 40 niños.

### Desarrollos relacionados
- Mark 81
- Mark 83
- Mark 84

### Listas relacionadas
- Anexo:Aeronaves y armamento del Ejército del Aire de España